# Großsteingrab

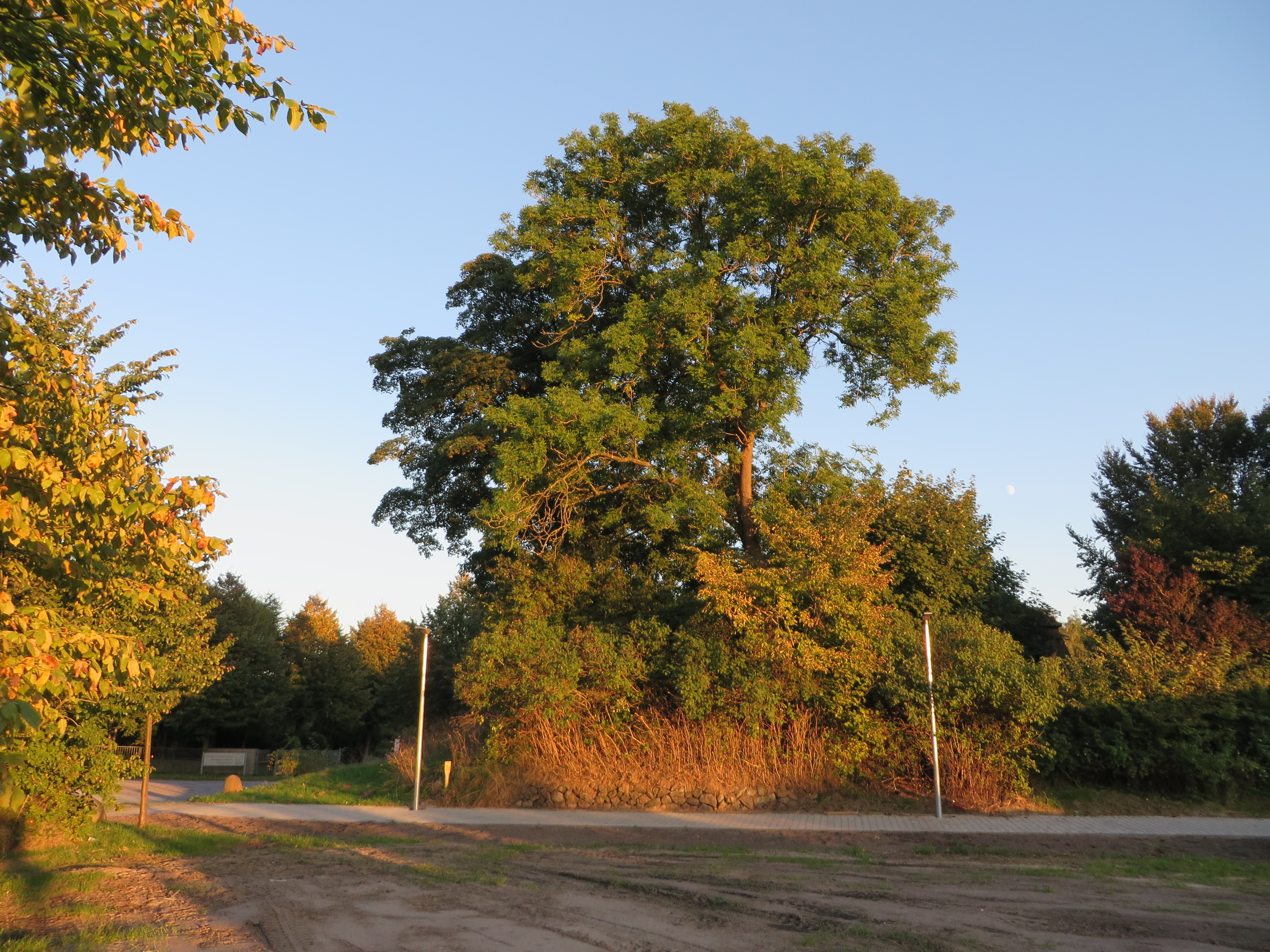
Der Flensburger Friedenshügel, ein unverändertes Großsteingrab, bei dem das Erdreich nicht abgetragen wurde (2014)

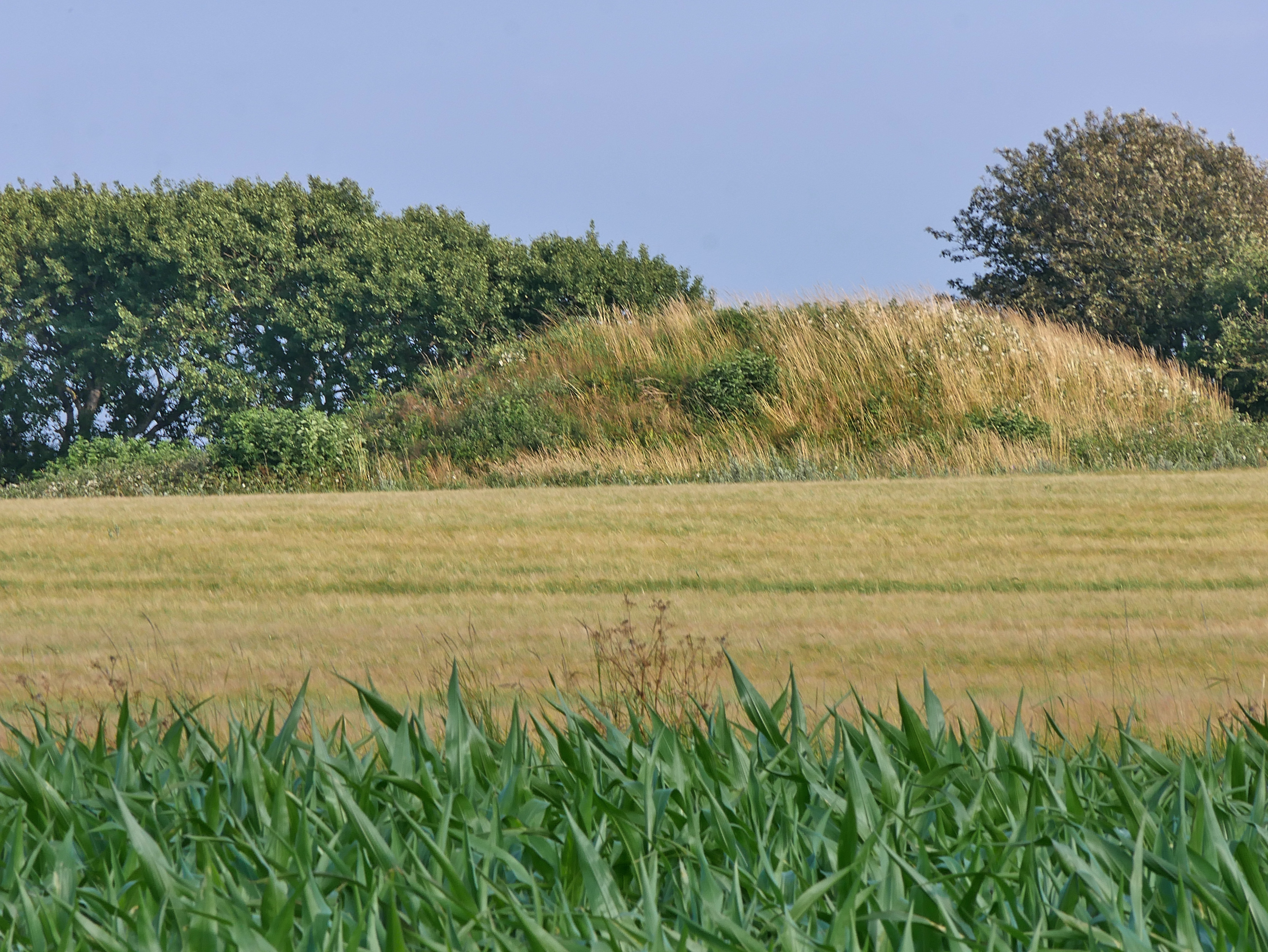
Unzerstörter Grabhügel des Ganggrabs Thostrup Nord

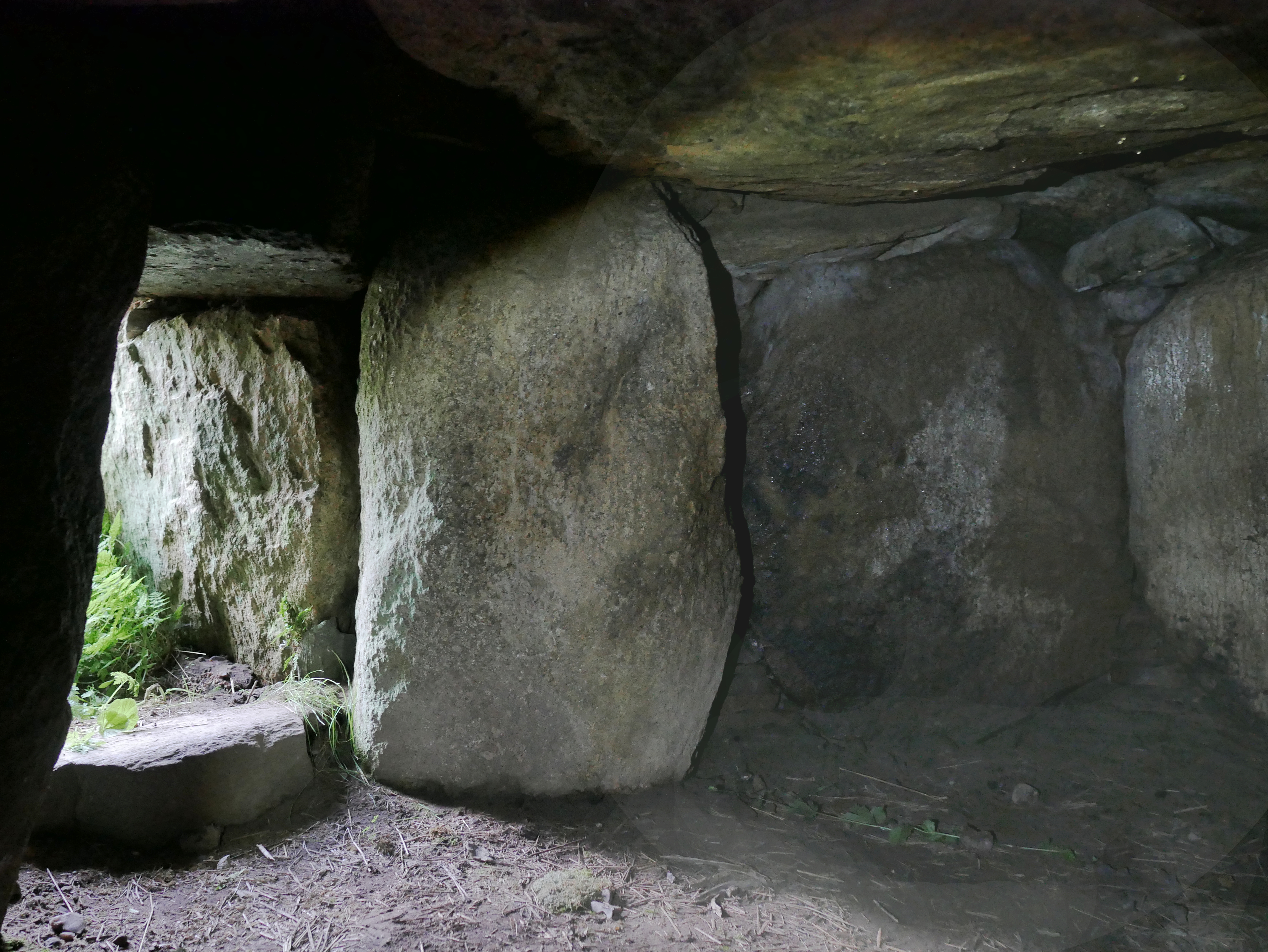
Unzerstörter Grabhügel des Ganggrabs Thostrup Nord, Grabkammer

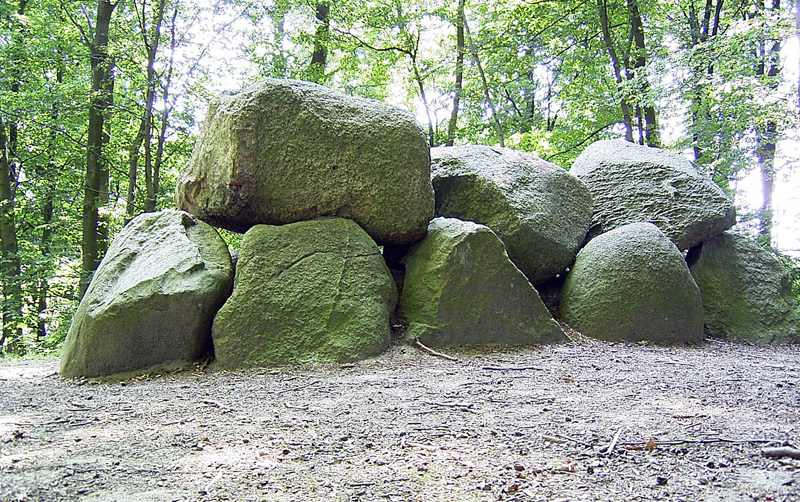
Megalithanlage bei Reinfeld (Holstein)

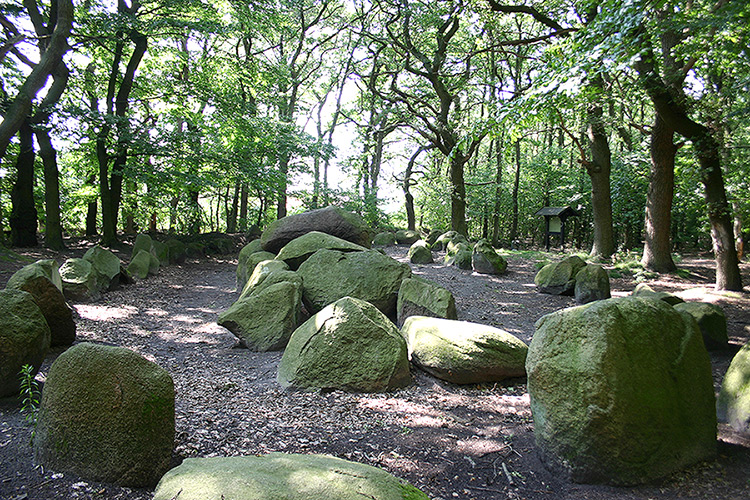
De hoogen Steener in Werlte

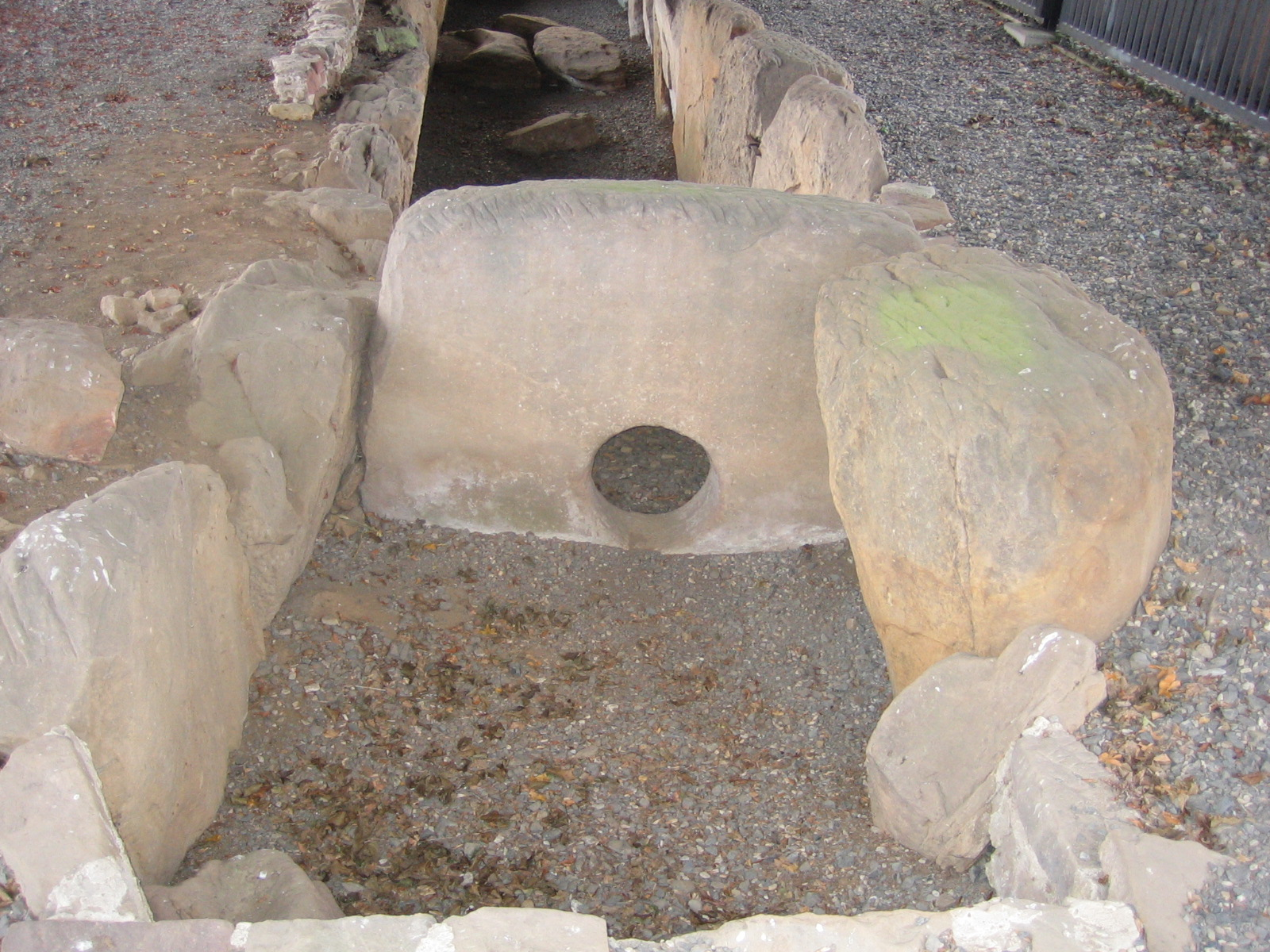
Seelenloch in dem volkstümlich Steinkammergrab genannten Galeriegrab Züschen I

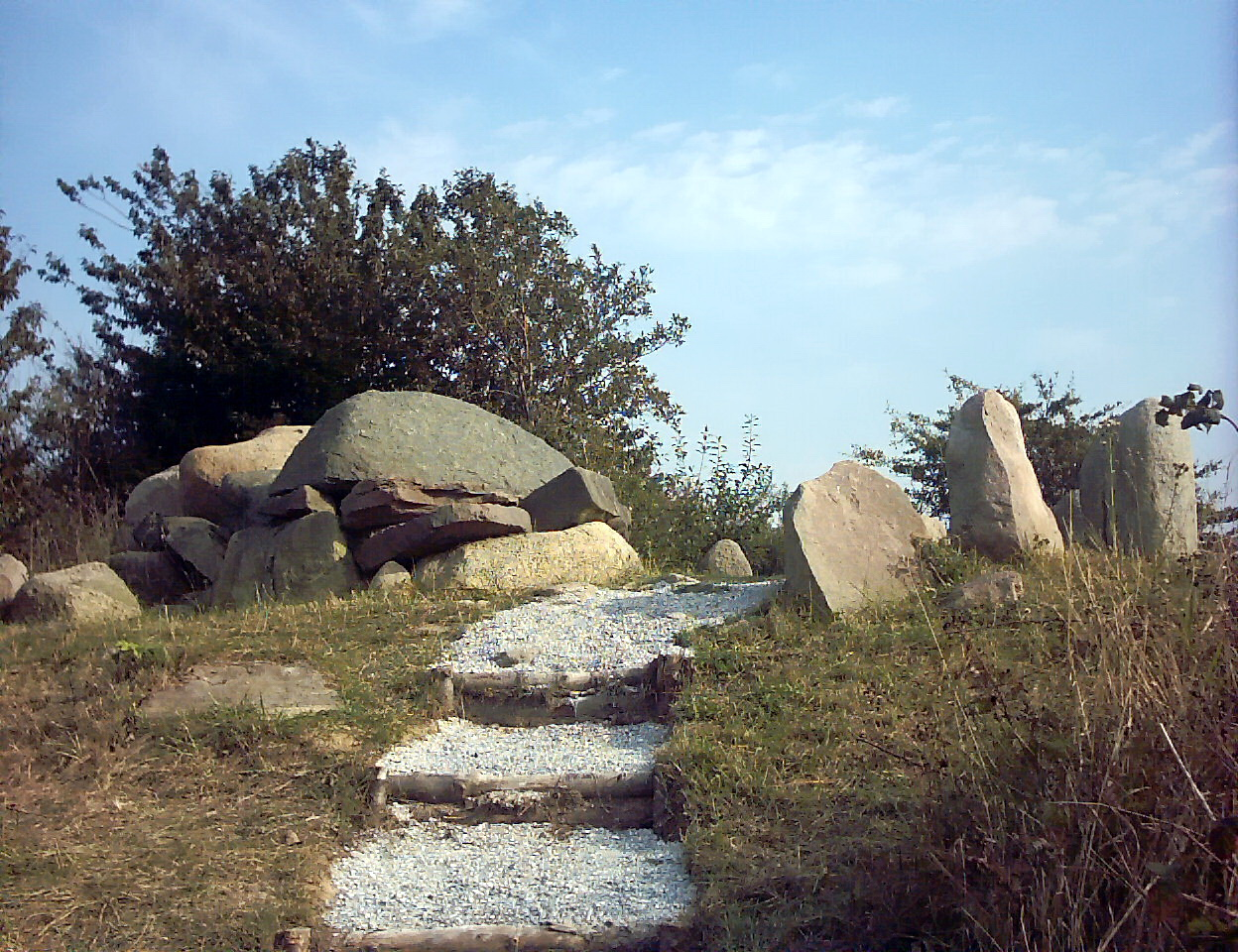
Großsteingräber bei Nipmerow an der Straße nach Lohme auf Rügen

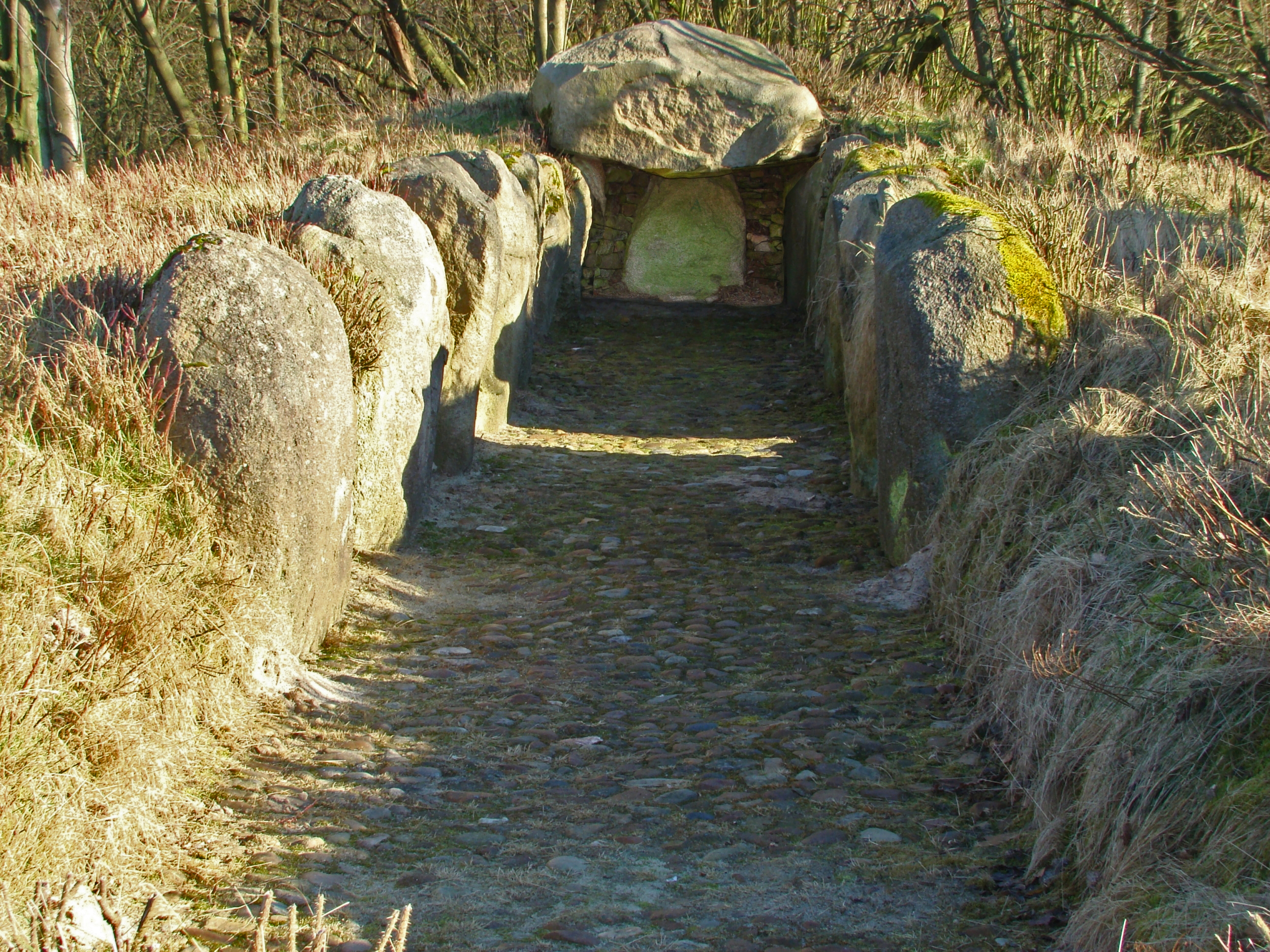
Megalithanlage vom Ganggrabtyp bei Bergen (Landkreis Celle)

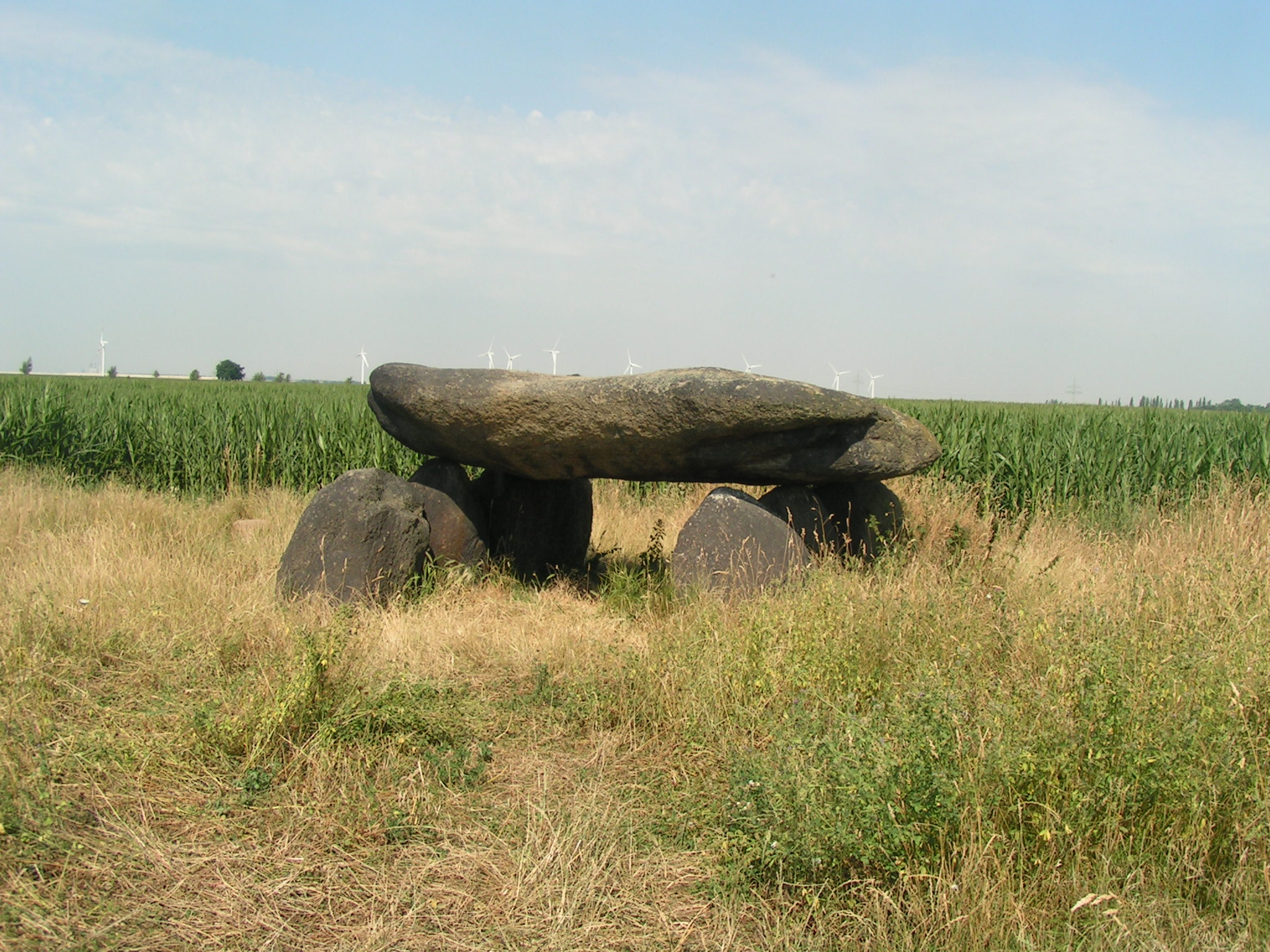
Megalithanlage nahe Drosa

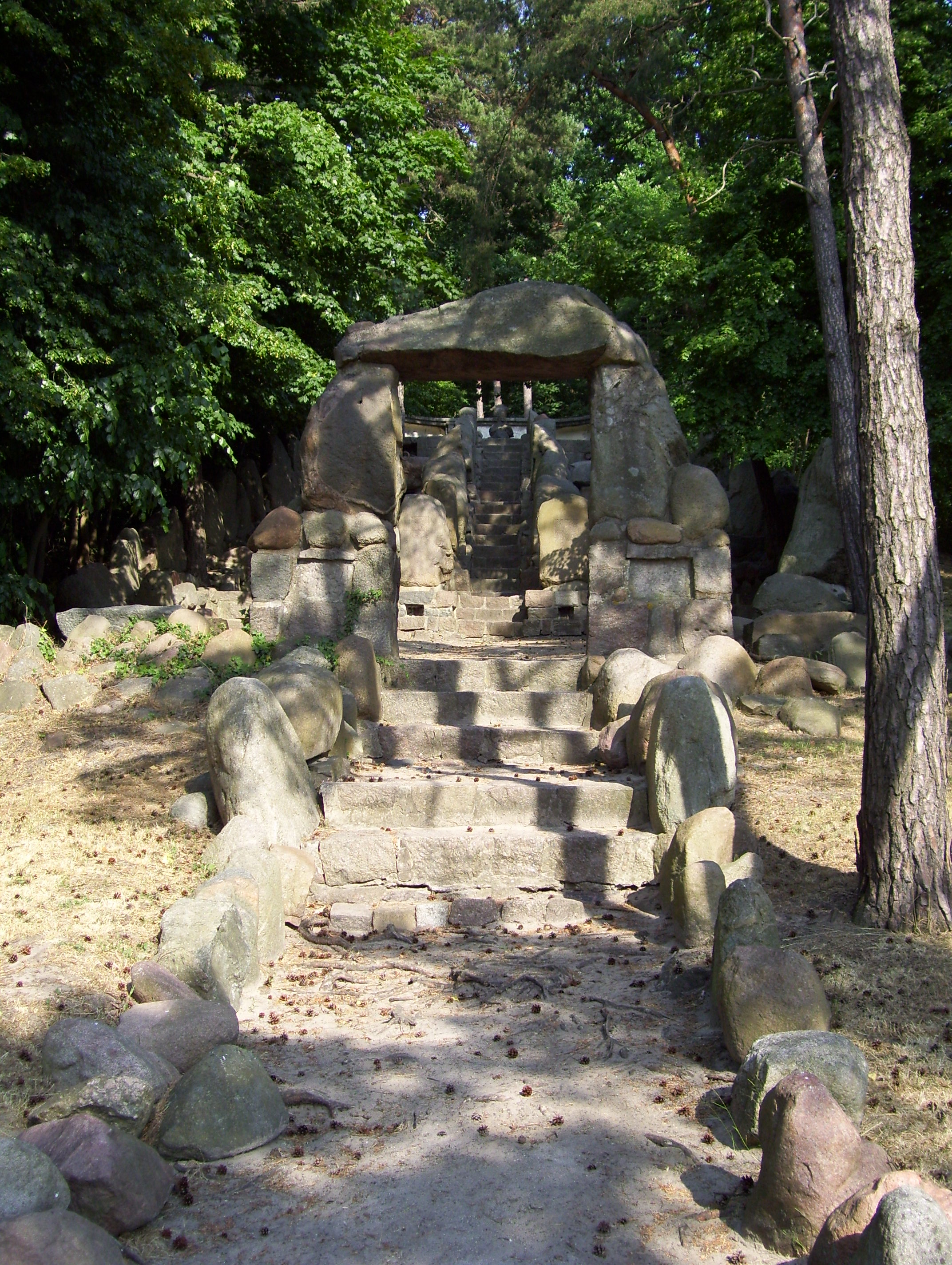
Das Ulanendenkmal in Demmin, ein Denkmal der Zerstörung von Hünengräbern

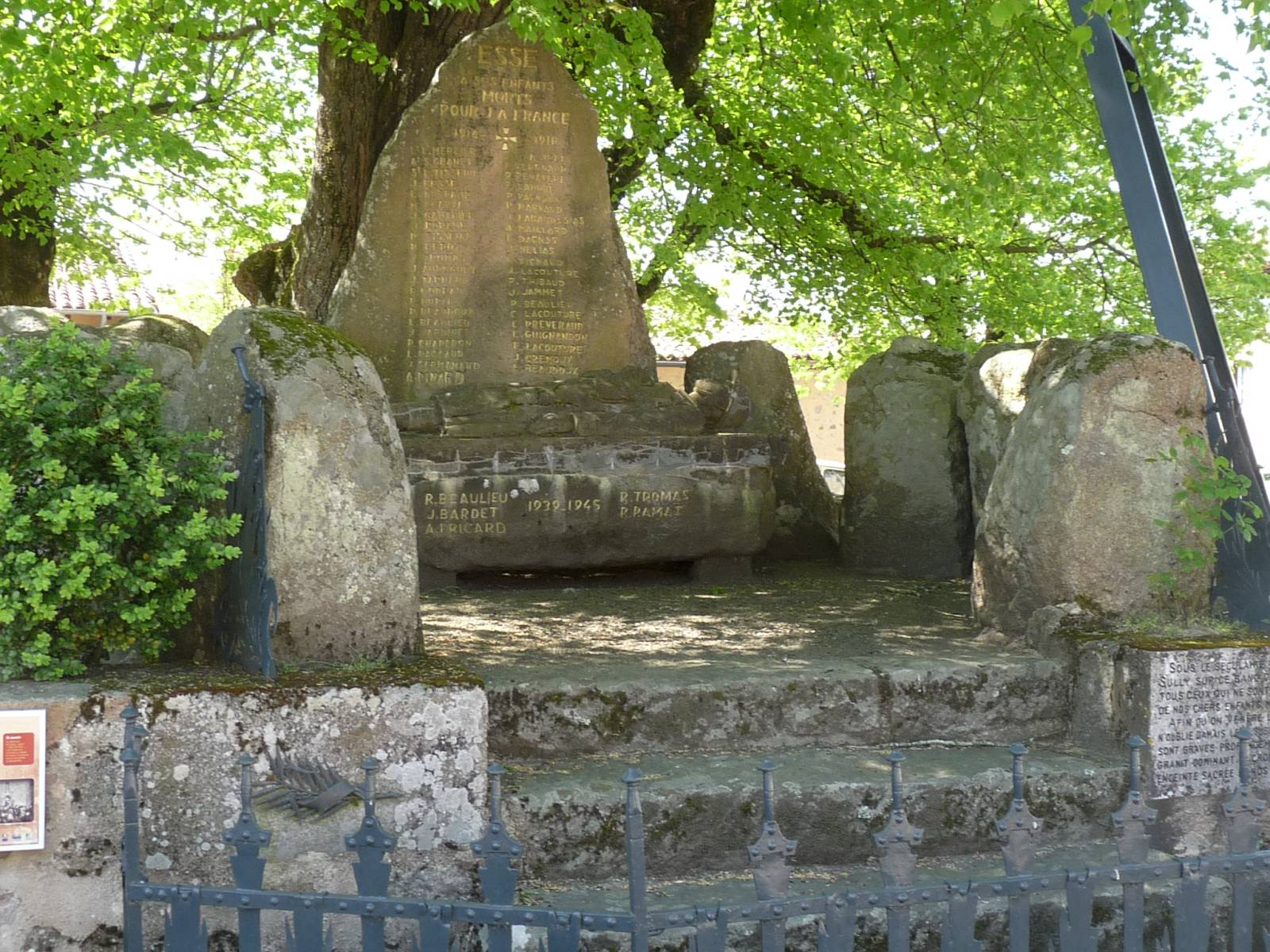
Das Kriegerdenkmal von Esse in Frankreich

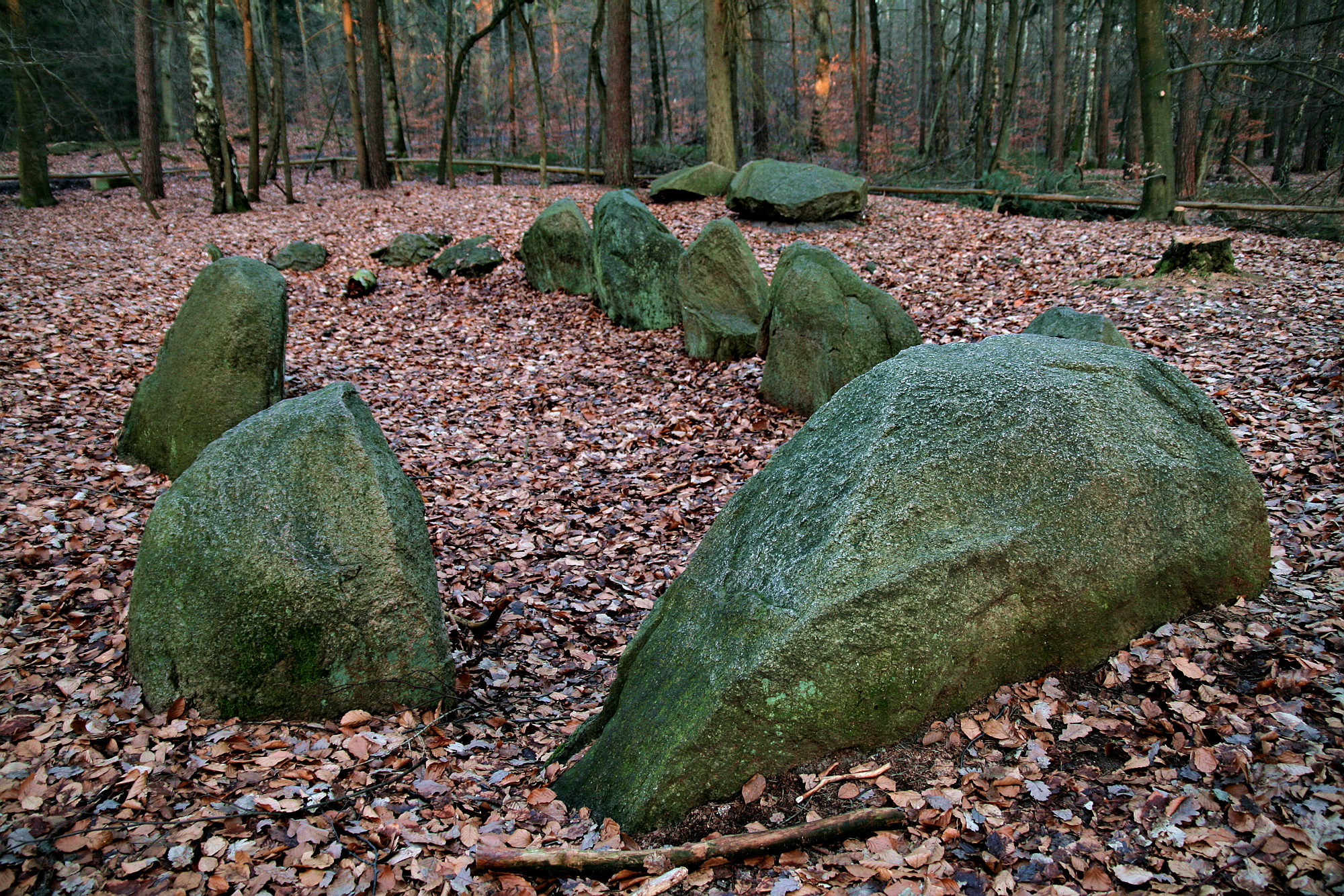
Megalithanlage in Stöckse

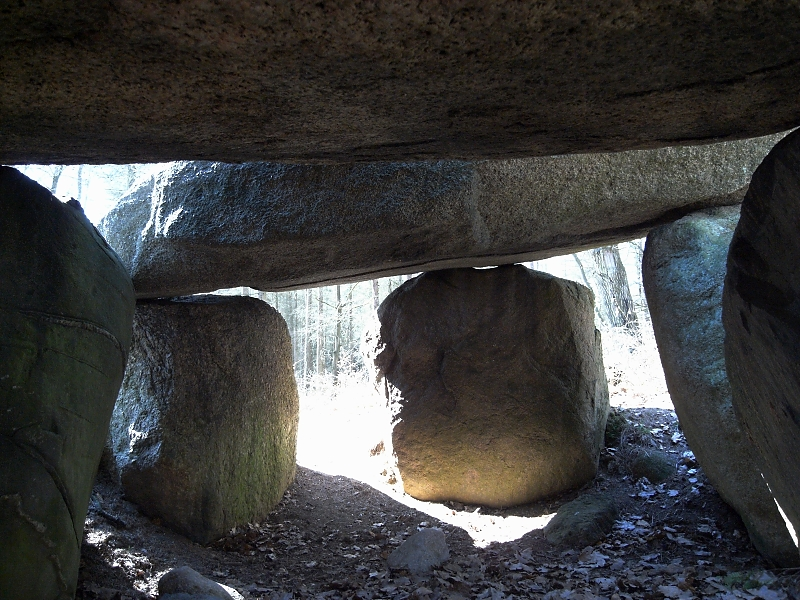
Kammer des Großsteingrabes bei Klein Görnow

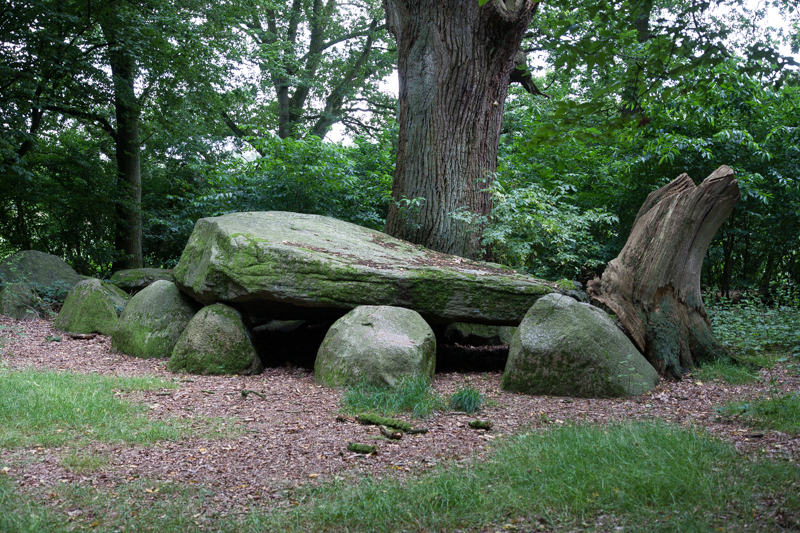
Der sogenannte „Heidenopfertisch“ in Visbek (Landkreis Vechta)

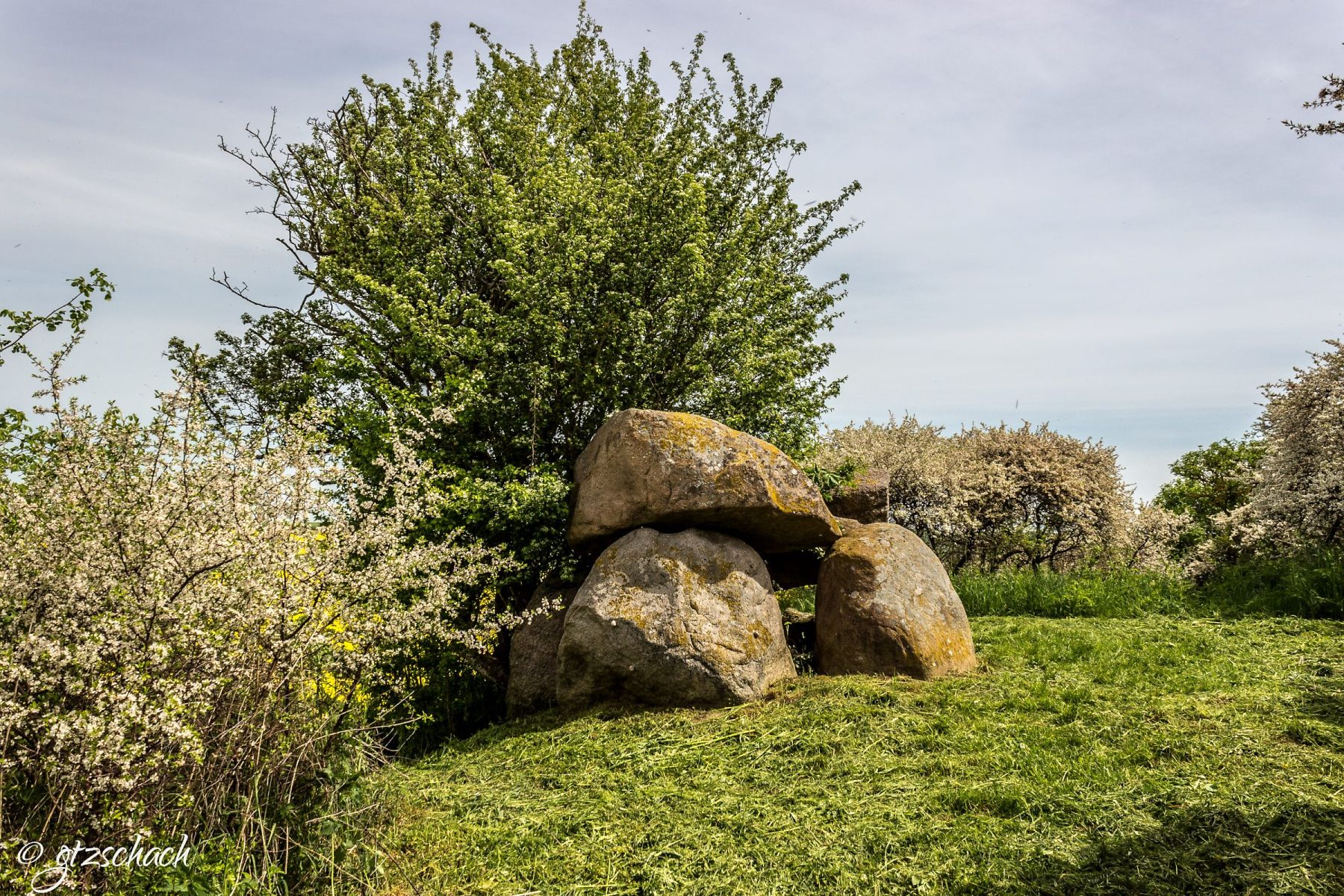
Dolmen bei Mürow/Uckermark

Ein Großsteingrab oder Megalithgrab, auch Hünengrab oder Hünenhügel, ist eine megalithische Grabanlage. Die meisten Großsteingräber in Norddeutschland wurden in der späten Jungsteinzeit (Spätneolithikum) angelegt.
Die in Norddeutschland verbreitete volkstümliche Bezeichnung „Hünengrab“ ist abgeleitet von „Hüne“, was sich auf das mittelhochdeutsche „hiune“ und das niederdeutsche „hûne“ mit der Bedeutung „Riese“ zurückführen lässt. Noch im 17. Jahrhundert bestand auch im Schrifttum die verbreitete Ansicht, es handele sich hierbei um „Gräber für Riesen“.

## Definition
Hoops Reallexikon definiert Megalithgräber: „M., auch Steingräber, Hünenbetten genannt, sind die ältesten Grabbauten, die wir in Norddeutschland und Skandinavien nachweisen können. Sie sind aus großen nordischen Geschiebeblöcken errichtet und bestehen durchweg aus einer Steinkammer, die von einem durch eine Steinwand abgestützten Hügel überdeckt ist.“ Diese Aussage ist unvollständig, da auch in den Niederlanden, in Polen, Mittel- und Süddeutschland derartige Monumente vorkommen und nicht nur Geschiebeblöcke verwendet wurden.

## Terminologie
- In Deutschland wird der Ausdruck Hünenbett verwendet, um Langbetten zu bezeichnen, die mit einer Steinsetzung (Peristalithen) umgeben sind, gleich, ob sie eine Kammer enthalten/enthielten oder nicht. Die Hügel können rechteckig, trapezförmig, lang-dreieckig oder oval sein.[5] Dolmen oder Ganggräber werden nicht als Hünenbetten bezeichnet.[6] Die Terminologie geht auf Ernst Sprockhoff zurück.[7] Die deutschen Bezeichnungen wurden von Sprockhoff teilweise unter nationalsozialistischen Vorzeichen geprägt und sind daher heute kaum noch im europäischen Vergleich zu gebrauchen.[8] Bakker empfiehlt, den Ausdruck als nicht eindeutig zu vermeiden.[5]

- Im niederdeutschen Sprachraum heißen sie Hünenbedden ‚Hünenbetten‘, in den Niederlanden hunebedden, hunnebedden.[9] In Großbritannien wurde die Bezeichnung von A. W. Franks (1872) und James Fergusson (1872) als hunebeds eingeführt.[9] Der niederländische Ausdruck bezeichnet alle Arten megalithischer Bauwerke. Bakker verwendet daher den anglizierten Ausdruck „hunebeds“, um die Gräber der Trichterbecherkultur der West- und Nordgruppe zu bezeichnen.[5]
- Das internationale Fachwort Dolmen (kornisch für ‚Steintisch‘) wird auch in Deutschland verwendet. Ewald Schuldt schlug für die Großsteingräber Mecklenburgs eine Untergliederung nach Großdolmen, Polygonaldolmen, Rechteckdolmen, Urdolmen vor.[10]
- Im Dänischen wird das zu „Riese“ analoge Wort jætte, jættestue, ‚Riese‘, ‚Riesenstube‘ und anstatt Dolmen die Bezeichnung dysse verwendet. Die in Dänemark als kæmpehøje (bei Hügeln) bzw. kæmpegraven geläufigen Namen bezeichnen Hügelgräber und meinen die unlithischen Varianten der vorzeitlichen Grabarchitektur.
- Im Schwedischen heißen die Anlagen dösen (für Dolmen) oder gånggriften ‚Ganggrab‘.

## Abgrenzung
Johann Friedrich Danneil (1783–1868) grenzte bei seinen Grabungen in der Altmark um 1820 die Hügelgräber, die damals Kegelgräber genannt wurden, von den Hünengräbern ab. Georg Christian Friedrich Lisch (1801–1883) unterschied, ebenfalls in der ersten Hälfte des 19. Jahrhunderts, aufgrund der Grabfunde die „Zeit der Hünengräber“ von der nachfolgenden „Zeit der Kegelgräber“ mit Grabbeigaben aus Bronze. Da man von der Bezeichnung Kegelgrab heute jedoch weitgehend abgekommen ist, stiftet der sprachlich ähnliche Klang von Hünengrab und Hügelgrab bei Laien oft Verwirrung. Oft werden die „Hünengräber“ nun mit den in Mittel- und Nordeuropa vorkommenden Hügelgräbern verwechselt, die nahezu ausschließlich aus Erde bestehen und meist aus der Bronze- oder Eisenzeit stammen. Selbst amtliche Karten bezeichnen diese manchmal fälschlicherweise als Hünengräber.

## Bestattungen
Wegen der sauren Böden haben sich Knochen in den Großsteingräbern wie auch in den Flachgräbern der Trichterbecherkultur nur selten erhalten. Im Grab Oldendorf II hatten sich immerhin zwei Leichenschatten erhalten. Der Körper lag mit angezogenen Beinen auf dem Rücken. Beigaben sind insgesamt spärlich.

## Verbreitung

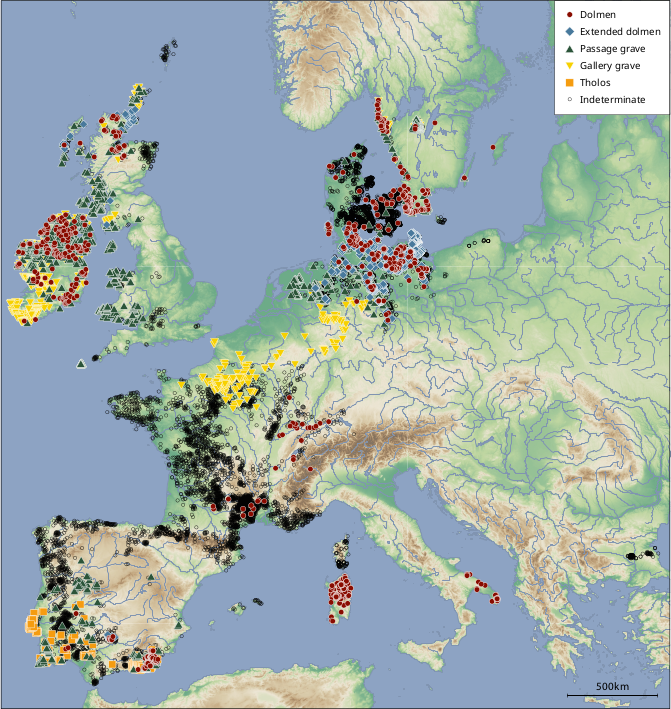
Verbreitung verschiedener Megalithgrabtypen in Europa

Der Verbreitungsschwerpunkt spätneolithischer Großsteingräber liegt in Südskandinavien und der norddeutschen Tiefebene, von der Weichsel bis in die östlichen Niederlande. Diese heute oftmals nur noch als Steinkonstruktionen oder verstürzte Steinhaufen erhaltenen Kammern (siehe Bilder) waren ursprünglich meist mit Erde bedeckt und lagen unter runden oder länglichen Erdhügeln. Vom Bautyp werden sie unterschieden in Dolmen, Ganggräber, Steinkisten, Galeriegräber und kammerlose Hünenbetten.
In der Trichterbecherkultur werden eine Vielzahl megalithischer Anlagen verwendet. In der Westgruppe kommen vor allem T-förmige Ganggräber mit einem kurzen Gang vor. Die Hügel und deren Einfassungen sind oval oder nierenförmig. In der Nordgruppe wurden dagegen Anlagen mit langem Gang und rundem Hügel erbaut.
2022 schloss Willem Donker aus den Niederlanden ein zehnjähriges Projekt ab, in dem er alle Orte mit Dolmen in Deutschland besuchte, was noch nie zuvor von einer Person gemacht worden war. Er fotografierte die – Überreste von – mehr als 1350 (ehemaligen) Dolmen und zeichnete die Maße und Koordinaten auf. Seine Sammlung wird auf der Website des Hunebed Museums in Borger veröffentlicht.

## Datierung
In Deutschland wurde die Zahl der Großsteingräber im Jahre 1939 (in den damaligen Grenzen) mit 900 angegeben. Die Archäologen datieren die Entstehung der nordischen Variante der Anlagen mehrheitlich in die mittlere Jungsteinzeit etwa zwischen 3500 und 2800 v. Chr., wobei sich eine Tendenz herausbildet, eher noch früher zu datieren.

## Zerstörung von Hünengräbern
Ideologische und religiöse Gründe haben bei der Zerstörung von Hünengräbern nur eine geringe Rolle gespielt, obwohl die Steine im Mittelalter auch für Kirchenbauten zerschlagen wurden. In Folge der im 17. Jahrhundert einsetzenden Aufklärung, aber insbesondere durch die Industrialisierung im 19. Jahrhundert wurden viele der Denkmäler zerstört. Zerstört wurden die Anlagen auch dort, wo sie den Bauern beim Beackern ihrer Felder im Wege waren, aber die meisten Steine wurden für den Hafen- und Straßenbau entfernt. Heute existieren in Deutschland noch etwa 900 mehr oder minder schwer beschädigte Anlagen. Schätzungen zufolge sind das allenfalls 15 % der einstigen Megalithanlagen. Im Landkreis Uelzen wurden von 219 Anlagen im Jahre 1846 alle bis auf 17 (7,75 %) teilweise zerstört. Die wirtschaftlichen Zwänge sorgten zusammen mit dem Denken dieser Zeit für die Zerstörung sowohl der Gräber als auch von Findlingen. Ein eindrucksvolles Beispiel einer politisch motivierten Zerstörung ist das Ulanendenkmal in Demmin, welches aus Findlingen der umliegenden Megalithanlagen errichtet wurde.

## Bedeutung
Neolithische Monumente sind Ausdruck der Kultur und Ideologie neolithischer Gesellschaften. Ihre Entstehung und Funktion gelten als Kennzeichen der sozialen Entwicklung.
Der Däne J. J. A. Worsaae (1821–1885) entdeckte bei Ausgrabungen von Großsteingräbern in Jütland bisweilen menschliche Knochen, worauf er die Anlagen als Gräber einstufte, während sie zuvor meist als Kult- und Opferplätze galten. In den Flachgräbern der Trichterbecherkultur liegen die Knochen meist in anatomischem Verband, während dies in Großsteingräberhorizonten der Trichterbecherkultur selbst bei ungestört angetroffenen Anlagen nicht der Fall ist.
Von einigen Forschern wird die Frage diskutiert, ob es sich bei den Anlagen überhaupt um Gräber handelt. In vielen wurden keine menschlichen Überreste gefunden, besonders wenn der Boden sauer ist. In den meisten übrigen waren die Knochen der Trichterbecherleute unvollständig und selten im anatomischen Verband befindlich. Da die meisten Kammern durch Zugänge wiederbetretbar waren, nahm man anfangs an, dass sie Erbbegräbnisstätten der Bauerngeschlechter gewesen seien, in denen mehrere Generationen bestattet wurden. Einzeln oder in Gruppen liegend spiegelten sie die Wohnweise in Einzelhöfen oder Hofgruppen wider. Im Gegensatz dazu steht die Theorie, die die Errichtung der Anlagen für sozial hervorgehobene Menschen annimmt. Weitere Bestattungen in den Kammern sind z. B. mitbestattete Diener oder Ehegatten, die ihren Herrn ins Jenseits begleiteten. Diese Theorie, die aufgrund von Befunden aus dem nordöstlichen Niedersachsen erarbeitet wurde, führt die Beobachtung an, dass die Funde eher auf eine für Erbbegräbnisse zu kurze Belegungsdauer (etwa 100 Jahre) hinweisen. Nicht nur die Frage der sozialen Stellung der Bestatteten (darunter auch Kinder) in den Anlagen kann beim derzeitigen Forschungsstand nicht beantwortet werden, auch in Bezug auf ihre Funktion steht man auf unsicherem Boden. So wurden Zweifel an ihrer Bestimmung als Gräber im eigentlichen Sinne laut. Wurde früher die Unordnung in den Kammern als die Folge des Zusammenschiebens älterer Bestattungen beim Einbringen einer neuen erklärt, so fragt man sich heute, warum man auch bei der Ausgrabung von ungestört gebliebenen Kammern nicht auf die zuletzt eingebrachte Bestattung in Form eines zusammenhängenden Skelettes stößt (siehe Grab B der Sieben Steinhäuser). Aufgrund dieser und weiterer Beobachtungen lebt eine bereits im 19. Jahrhundert in Schweden und Deutschland vertretene Meinung wieder auf, nach der die Anlagen Beinhäuser gewesen sein könnten, in denen nur die skelettierten Knochen der Verstorbenen niedergelegt wurden. Hinweise
- auf das Abbrennen von Feuern inner- (Ausfeuern) und außerhalb der Kammern,
- auf absichtliches Zerschlagen von Tongefäßen,
- auf die Anlage rational schwer deutbarer Gruben im Kammerboden (Megalithgräber von Hagestad)

und ähnliche Beobachtungen lassen vermuten, dass die Megalithanlagen weit mehr in den Bereich kultischer Handlungen einbezogen und Schauplätze eines differenzierten Rituals waren, als dies bei Grabstätten der Fall ist. Nicht zu übersehen ist der repräsentative Charakter der Anlagen, der durch lange oder runde Einfassungen betont wurde.

## Bauleistung
Der Bau mit Muskelkraft, schiefen Ebenen und Hebeln ist eine technische Meisterleistung der jungsteinzeitlichen Menschen. Die Leistung ist durch eine experimentelle Modellrechnung am Beispiel eines Großsteingrabes von Großenkneten in der Nähe von Oldenburg berechnet worden; dabei ergaben sich folgende Arbeitsstunden:
- 1400 für die Steingewinnung, Ausgraben von Findlingen,
- 74.490 für den Transport der Findlinge aus einem geschätzten Radius von einem Kilometer um die Baustelle,
- 33.160 für den Kammer- und Gangbau mit Findlingen bis zu 4,2 Tonnen Gewicht und für die Einfassung (Setzen von ca. 70 bis zu 2 Tonnen schweren Blöcken, Aushub von Standgruben im Gesamtumfang von 60 m², Einbringen von 700 m² Erdschüttung in das Innere des Hünenbettes).

Die Gesamtleistung beträgt demnach 109.050 Arbeitsstunden. Damit könnten hundert Personen bei einem Zehn-Stunden-Tag ein Großsteingrab in 110 Tagen errichten. Die meisten anderen Anlagen waren aber wesentlich kleiner.
Für die Errichtung des Hünenbetts I der Kleinenknetener Steine mit den Ausmaßen von 50 × 7 Meter errechnete der Prähistoriker Johannes Müller 110.000 Arbeitsstunden. 100 Personen hätten es bei einem Zehn-Stunden-Tag in 3,5 Monaten errichten können.

## Das Großsteingrab als Motiv in Kunst und Literatur

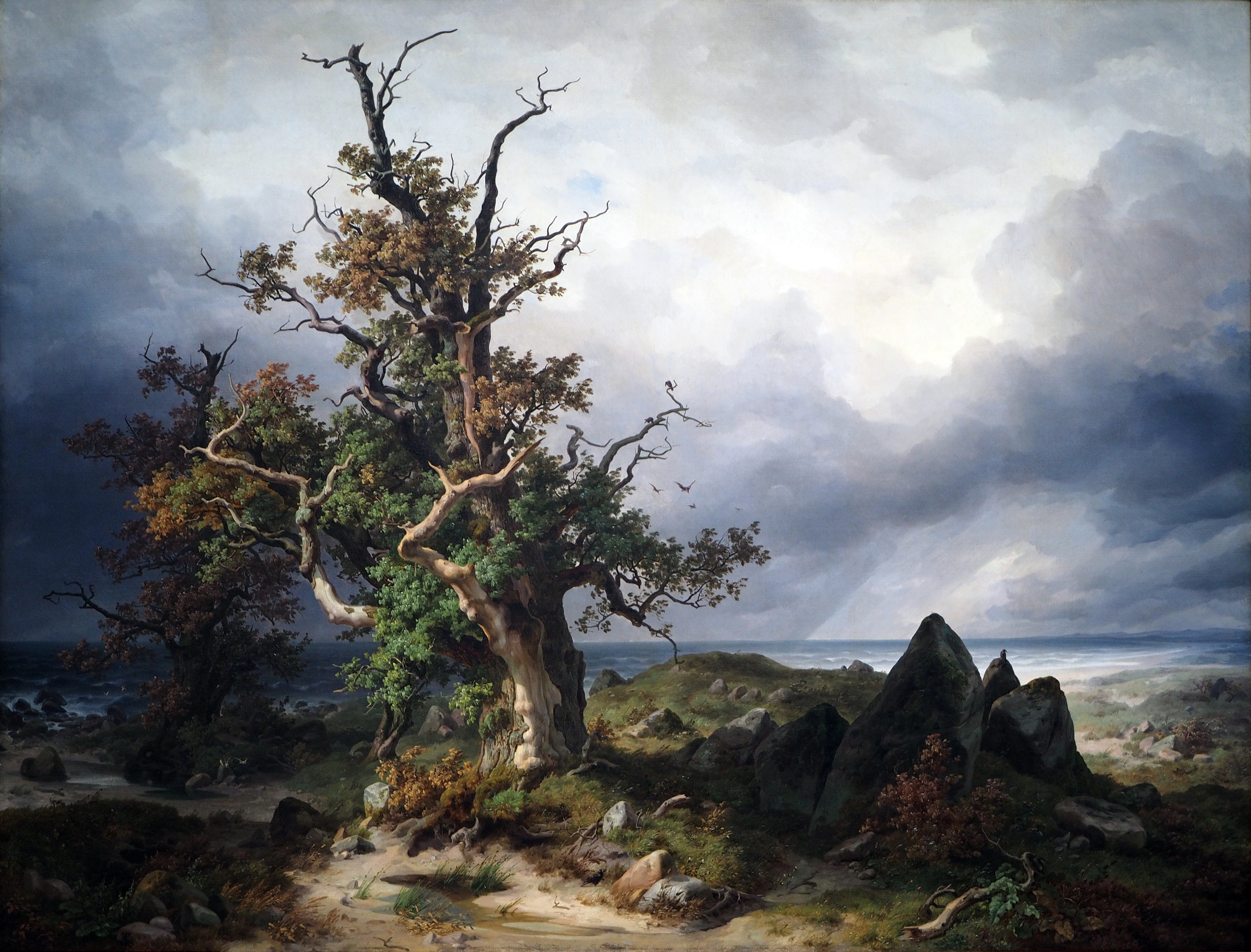
Friedrich Preller der Ältere (1804–1878): Hünengrab auf Rügen

Hünengräber sind ein häufiges Motiv in der Landschaftsmalerei, vor allem in den Epochen der Romantik und des Realismus. Zu den bekanntesten Darstellungen zählen mehrere Gemälde und Zeichnungen des Frühromantikers Caspar David Friedrich, allen voran das wahrscheinlich 1807 entstandene Ölgemälde Hünengrab im Schnee. Zu den weiteren Künstlern, von denen Gemälde bzw. Zeichnungen von Großsteingräbern bekannt sind, gehören u. a. Ferdinand Konrad Bellermann, Karl Biese, Carl Blechen, Carl Bloch, Arnold Böcklin, Eugen Bracht, Carl Gustav Carus, Edward Theodore Compton, Hugo Crola, Johan Christian Clausen Dahl, Hans Peter Feddersen, Arthur Illies, Hans Olde, Eduard Peithner von Lichtenfels, Edward Poynter, Friedrich Preller der Ältere, Louis Preller, Willem Roelofs, Heinrich Schilking, Georg Schmidt-Westerstede, Werner Schuch, Johann Heinrich Wilhelm Tischbein und Louise Wagner.
Vereinzelt wurde das Großsteingrab auch zum Motiv in der Literatur, überwiegend in der Lyrik, so zum Beispiel bei Ferdinand Avenarius (Am Hünengrab), Arthur Fitger (Am Hünengrabe), Annette von Droste-Hülshoff (Der Hünenstein), Georg Heym (Allreihen), Karl August Mayer (Hünengräber), Wilhelm Müller (Das Hünengrab) und Moritz von Strachwitz (Ein Gesicht).